# Филиппины на летних Олимпийских играх 1952
Филиппины принимали участие в Летних Олимпийских играх 1952 года в Хельсинки (Финляндия) в шестой раз за свою историю, но не завоевали ни одной медали.